# كاراموشو
الكاراموشو هو نوع من أنواع الوجبات الخفيفة اليابانية يتكون من بطاطس على شكل أصابع أو يتكون من بطاطس على شكل رقائق، وهو من أنواع الوجبات الخفيفة اليابانية الحارة بالمعايير اليابانية. تحتوي كل علبة من حجم 57 جرام على 301 سعرة حرارية. 
اسم المنتجع متكون من الكلمة اليابانية كاراي (辛い) والتي تعني حار والكلمة الإسبانية "موشو"، والتي تعني "الكثير". هذا المنتج موجود في السوق منذ عام 1984. 

## روابط خارجية
- يعرض موقع كويكيا الرسمي نسخة متحركة من سعي بوكون للانتقام
- يتميز موقع kara-mucho.com الرسمي البديل بمزيد من المعلومات مثل الوصفات